# 费尼韦希·乔鲍
费尼韦希·乔鲍（匈牙利語：Fenyvesi Csaba，1943年4月14日—2015年11月3日），生于布达佩斯，匈牙利男子击剑运动员，主攻重剑。他曾参加1968年、1972年和1976年夏季奥运会击剑比赛，共获得3枚金牌。